# 나와프 알아키디
나와프 다히 파이살 알수와이티 알아키디(아랍어: نواف ضاحي فيصل السويطي العقيدي, Nawaf Dhahi Faisal Al-Suweiti Al-Aqidi, 2000년 5월 10일 ~ )는 사우디아라비아의 축구 선수로, 현재 사우디 프로페셔널리그의 알나스르 FC와 사우디아라비아 축구 국가대표팀에서 골키퍼로 뛰고 있다.